# Club Atlético Mitre (Santiago del Estero)
El Club Atlético Mitre, más conocido como Mitre, es una entidad deportiva de la ciudad de Santiago del Estero, provincia homónima, Argentina. Fue fundado el 2 de abril del 1907, cuya sede se encuentra en el Barrio 8 de Abril, uno de los barrios más populares y el más poblado de la ciudad. El fútbol másculino es su disciplina más destacada, aunque también posee otras disciplinas como el básquet, atletismo, ciclismo, pelota paleta, bochas, cestoball, futbol femenino, vóley, rugby, patín artístico, entre otros. Convirtiéndose en el primer club de la provincia donde se practicaron por primera vez todas estas disciplinas. Desde la temporada 2017/2018 disputa la Primera Nacional por primera vez en su historia, la segunda categoría del fútbol de Argentina, de la cual participa en la actualidad.
Con el pasar de los años fue ganando en prestigio y popularidad dentro y fuera de la provincia. Dichos argumentos le permitieron enfrentarse a los grandes del fútbol argentino y sudamericano, convirtiéndose en el primer equipo santiagueño en hacerlo, la mayoría en su propio estadio y el resto en condición de visitante, como el caso de los clubes River Plate, Racing, Boca Juniors, Independiente, entre otros equipos participantes de la época amateur del fútbol y en certámenes nacionales de AFA en primera división y en categorías de ascenso.

## Historia

### Fundación (1907)
El club Atlético Mitre fue fundado un 2 de abril de 1907 en el centro de la capital santiagueña en una casona ubicada en calle Mitre n.º 167. Su creación surgió de un partido amistoso entre los equipos denominados los Leones de la calle Mendoza y los Tigres de la calle Mitre en la zona sur de la Provincia de Santiago del Estero.  El primero liderado por el Dr. José Francisco Castiglione y el segundo por el Dr. Humberto Palumbo. Ganó este último y en homenaje al General Bartolomé Mitre se le impuso el nombre de Club Atlético Mitre. La elección de los colores del mismo surgiría de quien resultase vencedor del pleito. Finalmente los vencedores fueron los Tigres de la calle Mitre y en honor a ello se impuso los colores amarillo y negro.

### Barrio 8 de Abril
El Barrio 8 de Abril, cuna del Club Atlético Mitre, nació en 1959 durante el gobierno de Eduardo Miguel. En ese entonces, la zona que hoy ocupa era conocida como El potrero de los Taboada ya que allí pastaban los animales de la tradicional familia santiagueña. La situación de los habitantes comenzó a comprometerse cuando, dada la condición privada del lugar, las intimaciones para que abandonen el lugar se tornaban más serias.
Sin embargo, todo se solucionó cuando el gobernador Eduardo Miguel compró los mencionados terrenos, pasando a ser éstos propiedad del Gobierno provincial.
Se convocó entonces a los vecinos a una reunión en la intersección de Pueyrredón e Independencia, en la que alrededor de cien familias, se enteraron de que los terrenos serían vendidos a quienes ya tenían posesiones. Ello comenzó a darse un día 8 de abril.
Actualmente el Barrio 8 de Abril es el barrio con más habitantes en Santiago del Estero con aproximadamente 18.000 habitantes

### Era amateur (1907-1926)
Son 65 los campeonatos que ostenta el Club Atlético Mitre. Desde su fundación hasta el año 1926 antes de que el profesionalismo en el futbol se instale en Santiago del Estero consiguió 30 campeonatos, 13 de ellos frente a clubes locales de la época (Alumni, Correos y Telégrafos, El Porvenir, Central Argentino, Club Santiago ,Belgrano, Estudiantes etc.) y los 17 restantes los obtuvo de los distintos interprovinciales que disputó enfrentando a los mejores equipos de la provincia de Buenos Aires (Racing Club, Independiente, River Plate, Boca Juniors, etc.), Corrientes (Combinado de Corrientes), Córdoba (Talleres e Instituto), Tucumán (Atlético Tucumán, San Martín, San Pablo, etc.), Salta (Central Norte), Chaco (Liga de Chaco), entre otros.
Durante ese lapso y hasta la década del 50 también disputó la Copa Gobernador Padilla, Copa Diario El Siglo, Copa Obreros e Ingenio San Pablo, Copa Senador Llanos, Copa New London, Copa Gigli, Copa 25 de Mayo, Copa Municipal, entre otras con equipos referentes del Norte, Litoral y Centro del país.

### Era Profesional (1926 - actualidad)
Desde el año 1928, fueron 35 títulos los que alcanzó el Club Atlético Mitre en el historial en torneos oficiales desde la creación de la Liga Santiagueña de fútbol, fue el primer equipo que logró seis títulos consecutivos y por ese entonces aportó el equipo completo para la obtención del Campeonato Argentino de Fútbol de 1928 (Copa Presidente de la Nación Béccar Varela), primer gran logro deportivo de la provincia a nivel nacional, con jugadores de la talla del “Ita” Luna, “Nasha” Luna, “Joshela” Díaz, “Nello” Luna y “Pibe” Díaz; ganando la final 3 a 1 al seleccionado paranaense en la cancha del Club Atlético River Plate el 12 de octubre de 1928.

#### Liga Santiagueña de Futbol
En 1913, cuando todavía no se había profesionalizado la liga, Mitre ganó su primer título a nivel profesional y también fue el primero en ganar este torneo de los clubes de Santiago que siguen vigente en la actualidad. Mitre es el segundo más ganador de este torneo con 35 títulos.[cita requerida]
En el Torneo de Honor de 1956 se iba a dar la final entre Mitre y Central Córdoba (en esa época no había rivalidad entre los dos clubes), donde Mitre no solo iba a salir campeón del Torneo de Honor, sino que lo iba a hacer en la cancha de Central y con una goleada por 8-0.
En el año 1997 iba a jugar la final ante el Güemes de "Kuki" Barrientos (que luego saldría campeón con Mitre). En la ida (jugada en cancha de Unión Santiago) el partido lo iba a ganar Mitre por 1 a 0, con gol de Leguizamón y la vuelta se volveria a jugar en el estadio de Unión Santiago, pero esta vez Güemes iba llevando la ventaja por 1 a 0 y con ese resultado se iban al alargue, pero 4 minutos del pitazo final, "Bandera" Cejas iba a meter un cabezazo certero y el arquero Campos no iba a llegar, lo que terminó en gol de Mitre y desato una fiesta tremenda y gracias a ese gol Mitre ascendió al torneo Argentino B 1997/98.
En el clausura de 1998, Mitre se volvería a coronar de la mano del Director Técnico "Kuki" Barrientos, esta vez iba a debutar con goleada ante Sportivo Fernández por 4 a 0, con goles de: Denett, Pérez, Veliz y Leguizamón. En la fecha 3 se enfrentaría ante su clásico rival, Central Córdoba, pero el partido iba a culminar 0 a 0. En la fecha 5 se iba a enfrentar a Güemes donde el partido terminaría 2 a 2 y en la siguiente fecha iba a golear por 5 a 1 Sportivo Loreto y debido a una gran campaña iba a llegar a la semifinal donde se enfrentaría a su clásico rival Güemes en la ida iban a empatar 1 a 1 con gol de Britos y en la vuelta jugada en el Barrio 8 de Abril, Mitre se iba a quedar con el partido con un gol de Herrera, para darle el pase a la final del torneo donde se iba a enfrentar a Sarmiento de La Banda donde en la ida jugada en la Ciudad de La Banda, iban a terminar con un resultado de 2 a 2 y todo quedaba por definirse en la cancha de Mitre, donde el aurinegro lo goleó sin piedad por 3 a 0 y quedándose con el trofeo. 
En el clausura de 1999 se iba a coronar nuevamente, e iba a hacer un torneo casi perfecto, ya que solo perdió un partido (en la semifinal ante Sportivo Loreto). En la ronda clasificatoria precisamente en la primera fecha, se iba a enfrentar ante Central Córdoba, su clásico rival, pero nuevamente el partido no iba a tener emociones y en la fecha 3 se enfrentaría ante su otro clásico rival, Güemes, donde lo iba a vencer por 1 a 0, y en la final (partido de ida vuelta) se volverían a ver las caras y en el partido de ida iban a quedar a mano sin goles pero en la vuelta jugada en cancha de Güemes, el aurinegro se lo iba a empatar sobre la hora y el partido se iba a definir en el alargue o en los penales. Pero Mitre lo iba a liquidar en el alargue, con un gol de Jorge Pérez que iba a provocar que Mitre salga campeón por segunda vez consecutiva. 
En el Anual del año 2000, se recuerda los partidos jugados ante Central Córdoba donde la hinchada de Central "no quiso que se jugara"

«La hinchada de Central no quiso que se jugara »
Cuando Rabellino llegaba al arco sobre la Pedro León Gallo, los simpatizantes ferroviarios comenzaron a lanzarle explosivos hasta que finalmente le acertaron.
El Liberal, (año 2000).

En el año 2000, también se recuerda la goleada a Central Córdoba por 4 a 1 en condición de local y este partido iba a ser trascendental para el descenso del "ferroviario" a la B Local (segunda y última categoría de la Liga Santiagueña de Futbol).
Los últimos títulos de Mitre en este torneo fueron en el año 2014 y 2015. En 2014 iba a conquistar el torneo clausura, mientras que en 2015 iba a quedarse con el Torneo Anual y Clausura, siendo el último equipo de la liga en salir tricampeón.

#### El amistoso con River Plate (1984)
Los más memoriosos indicaron que fue el partido jamás imaginado y soñado por el Club Atlético Mitre en toda su rica historia de 113 años de vida institucional. Nada más, ni nada menos que goleó a River Plate 6 a 3, en su estadio de Roca y 3 de febrero, el 25 de julio de 1984, con un Hat-Trick de Julio Barreto, el día que se recibió de ídolo.
Llegaba el River Plate del entrenador uruguayo Luis Cubilla, que había asumido al principio de temporada, tras un año anterior de una pobre campaña con 29 puntos en su haber siendo anteúltimo, a 19 puntos del campeón: Independiente de Avellaneda. El presidente era Hugo Santilli, mientras que la entidad del Barrio 8 de Abril era presidida por Guillermo Alliende, y era la inauguración de la tribuna principal, además tenía a grandes nombres en su formación, siendo su entrenador Juan Carlos Heredia.

El equipo “Millonario” tenía en su equipo titular entre otros a Enzo Francescoli, Héctor Enrique, “Mostaza” Merlo, Eduardo Saporiti, y Carlos Gay en el arco. El mundo atrapaba los grandes eventos, y en Santiago del Estero se consumó uno de los partidos más relevantes del fútbol argrentino.

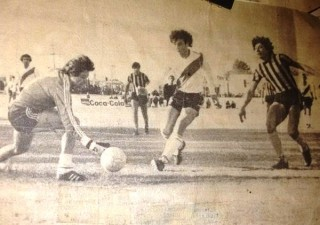
Partido de la goleada de Mitre sobre River en 1982

Los primeros 30 minutos la paridad fue el común denominador, pero las llegadas más frecuentes eran de la visita. Mitre tenía a Miguel Yelpo en el arco, y su línea de cuatro lo formaban Luis Luna y Darío Quiñones marcando las puntas, y Ramón Gallo con Héctor López como zagueros, y un medio campo de juego trajinador. A la derecha Gramajo (volante tucumano), Pons y Miguel Rodríguez y adelante González Verón (otro añatuyense como Luis Quiñones), Miguel Rossi y Pedro Omar Caballero (un delantero cordobés que dejó sus huellas).

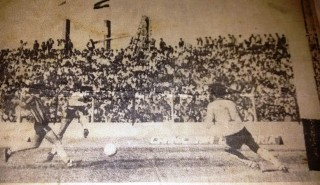

Mitre aguantaba ante el apoyo de sus hinchas, y River comenzó a marcar diferencia por su bien juego individual y colectivo, y a los 37 minutos se abrió el marcador. Francescoli habilitó a Enrique Villalba, que le ganó el cruce a López y definió a un costado a Yelpo para el 1-0, y cinco minutos más tarde, en otra jugada rápida, Villalba estableció el 2-0 parcial, resultado que no se modificó en el primer periodo, pese a las opciones que tuvo Mitre en ese lapso del partido.
En el segundo tiempo, todo parecía favorable al Millonario, ya que a los 12 minutos: Héctor Enrique marcó el tercero para la visita, y parecía que todo estaba definido de antemano.
“Milonguita” Heredia movió el banco con los ingresos de Víctor Gramajo, Orlando y César Leiva, Omar Leguizamón y el tucumano Julio Barreto, y el Aurinegro fue otro equipo. Mientras que Cubillas con el 3-0 arriba también hizo sus cambios, para darle minutos a Karabin, Daniel Tapia, y a Gaitán. Pero nadie se pudo imaginar lo que iba a pasar.
Por primera vez, en 30 minutos, un equipo le marca seis goles al poderoso River. Con el 3-0 en la bolsa y relajado, apareció a los 14 minutos, Omar Leguizamón, tras una falla de Borelli quién jugó con el golero Carlos Gay, y el delantero “aurinegro” se adelantó a todos para el descuento. Un minuto más tarde, Julio Barreto pone el segundo, y a los 20´, Cesar Leiva empata el juego en tres (3/3). Nadie lo podía creer, con un público y un aliento ensordecedor, apareció la calidad individual de González Verón, imparable para Jorge García por la franja izquierda, y el partido fue de ida y vuelta. El Estadio era una verdadera caldera.
Mitre se fue con todo, empujado por el público santiagueño, y a los 33 minutos, Omar Leguizamón selló el cuarto para la locura del público (más de 15.000 personas). River Plate no digería la derrota parcial, se fue con mucho amor propio a cambiar la historia, pero en el cierre, el tucumano Julio Barreto a los 43 y 44 minutos, elevó la cifra final a 6-3.
Fue un partido que marcó un antes y un después en River Plate, que le anticipó la salida del entrenador Cubillas y la llegada de Federico Vairo, mientras que Mitre, con un gran equipo fue protagonista en la década del 80 del fútbol santiagueño.

## Símbolos

### Bandera
Actualmente la bandera no se usa pero en sus inicios, esta representaba al club, que contenía seis franjas en total, 3 de color negro y 3 de color amarillo.
|             | Amarillo  | Negro   |
| RGB         | 255-233-0 | 0-0-0   |
| Hexadecimal | #FFE900   | #000000 |
| ----------- | --------- | ------- |

### Escudo
El escudo de Mitre se empezó a usar en finales de la década del 80, precisamente en 1989, en ese año se lo uso por primera vez en la camiseta, pero en algunas camisetas de años posteriores no se iban a usar. El escudo siempre fue el mismo, pero este era más grande y se encontraba en el pecho sin ningún patrocinio en una camiseta alternativa negra lisa.

#### Evolución del escudo en la camiseta
Con el pasar de los años en la camiseta del club pasaron diferentes tipos de escudos y con cada escudo y camiseta obtuvo muchos logros. Actualmente el escudo cuenta con cinco franjas de color negro con un fondo de amarillo y en parte superior con una franja horizontal donde tiene el nombre Club A. Mitre en color amarillo y mayúscula.
Sin embargo hay dos escudos que son diferentes, el primero tiene las mismas cinco franjas de color negro y el fondo amarillo, pero sobre el escudo tiene dos palabras 100 años, ya que ese año la institución cumplía los 100 años, lo cual este escudo fue único.
Y el otro escudo distinto es lo contrario a los otros escudos, este tiene cuatro franjas de color amarillo sobre un fondo negro y tiene una franja amarilla que llega de punta a punta a lo ancho del escudo por debajo del nombre CLUB A. MITRE.
Lo distinto de los otros escudos es que fue cambiando la forma de este, por ejemplo uno es más ancho o más alto.

### Himno
Himno actual del Club Atlético Mitre

| I En 1907, se comenzaba a gestar, la creación de una gloria, un orgullo Nacional. II En Santiago del Estero y en el barrio mas popular, nacía para hacer historia, y ser el orgullo de mi gran ciudad. III Dale Mitre, viva Mitre, nadie lo puede discutir tus colores aurinegros los llevo pegados en la piel. IV Dale Mitre, vamos Mitre, no dejare de alentarte, y por siempre acompañarte donde vas a competir. | V Más de cien años de gloria, que más te puedo pedir, no me hace otra cosa, con eso ya soy feliz. VI Somos la hincha más grande, que damos fuerza constante, para seguir adelante, y el triunfo por siempre de acompañara. VII Dale Mitre, viva Mitre, ya nadie te puede igualar, y nosotros que te queremos siempre te vamos a alentar. VIII Dale Mitre, viva Mitre, sos una gloria latente, y por este continente nadie te puede batir. El más grande entre los grandes es del Barrio 8 de Abril |

## Comisión Directiva
| Comisión directiva (2023-presente) |
| |
| - Presidente: CPN Guillermo Raed - Vicepresidente 1.º: Eduardo Lopez - Vicepresidente 2.º: CPN Lucas Serafini - Secretario General: Dr. Luis Miguel - Prosecretario: Dr. Angel Nasif - Tesorero: Noemi Unzaga - Protesorero: CPN Ramiro Fernandez - Secretario de deportes: Edgardo Santillán - Vocal Titular 1.º: Franklin Villalba - Vocal Titular 2.º: Matías Moisés - Vocal Titular 3.º: Dr. Miguel Salomón - Vocal Suplente 1.º: Carlos Nassif - Vocal Suplente 2.º: Carolina Abalos - Vocal Suplente 3.º: Guillermo Aterbury - Vocal Suplente 4.º: Juan Eduardo Larrea - Vocal Suplente 5.º: Raed Rusco Matias - Vocal Suplente 6.º: Claudio Fabián Silva - Comisión Revisadora de Cuentas: - Titulares CPN Juan Carlos Costas Ing. Ricardo Salvatierra Sebastián Alvarez - Suplentes Mario Alvarez CPN Juan Larrea Leonardo Miranda - Tribunal de disciplina: Ruben Corbalan Benjamín Ibañez Tarchini Castelli Franco |
| |

## Futbol Infantil
Mitre, a lo largo de los años, marcó grandes hitos. Uno de ellos fue arribar a la instancia final del primer campeonato infantil de 1969 organizado por AFA.
Participaron 397 equipos de todo el país, con jugadores hasta 14 años y Atlético Mitre fue uno de los 28 equipos que llegó a la Rueda Final (único equipo santiagueño) disputada en Buenos Aires en el mes de enero del 70. San Lorenzo de Almagro se terminó quedando con ese campeonato.

## Resumen en décadas

### Década del 1900
1907
Más precisamente el 2 de abril de 1907 se iba a fundar el Club que a pocos años empezó a tener renombre en toda la Argentina, América del Sur y hasta en España.
El club Atlético Mitre fue fundado un 2 de Abril de 1907 en el centro de la capital santiagueña en una casona ubicada en calle Mitre 167.
Su creación surgió de un partido amistoso entre los equipos denominados Los Leones de la calle Mendoza y Los Tigres de la calle Mitre en la zona sur de nuestra provincia. El primero liderado por el Dr. José Francisco Castiglione y el segundo por el Dr. Humberto Palumbo. Ganó este último y en homenaje al General Bartolomé Mitre se le impuso el nombre de Club Atlético Mitre. La elección de los colores del mismo surgiría de quien resultase vencedor del pleito .Finalmente los vencedores fueron los “Tigres” de la calle “Mitre” y en honor a ello se impuso los colores amarillo y negro.
Su fundación marcó un antes y un después en el deporte de Santiago del Estero. La idea de este grupo de entusiastas visionarios dio a luz a quien con el correr de los años fue marcando páginas de gloria en su historia, dejando en lo más alto el prestigio de Santiago del Estero con dirigentes notables y jugadores de jerarquía que trascendieron en los clubes del fútbol argentino y otras fronteras.

### Década del 1910

#### Años desde 1910-1929
Desde su fundación hasta el año 1926 antes de que el profesionalismo en el fútbol se instalara en nuestra provincia, consiguió 30 campeonatos, 13 de ellos frente a clubes locales de la época (Alumni, Correos y telégrafos, El Porvenir, Central Argentino, Atlético Santiago, Belgrano, Estudiantes, etc.) y los 17 restantes los obtuvo de los distintos interprovinciales que disputó enfrentando a los mejores equipos de la provincia de Buenos Aires (Racing Club, Independiente, River Plate, Boca Juniors, etc.), Corrientes (Combinado de Corrientes), Córdoba (Talleres e Instituto), Tucumán (Atlético, San Martín, San Pablo, etc.), Salta (Central Norte), Chaco (Liga de Chaco), entre otros.

#### Años desde 1913-1919
En el año 1913 Mitre iba a ganar su primer torneo a nivel profesional, iba a ganar su primera copa de la Liga Santigueña de Fútbol de 34 copas.
En el año 1916 iba a ganar su segunda liga santiagueña.
En 1917 ganaría otra liga santiagueña.
El 10 de junio se iba a inaugurar la casa del Club Atlético Mitre donde iba a jugar contra Peñarol de Montevideo, años próximos iba empezar a cosechar una rica historia.

### Década de 1920
En el lapso de 8 años Mitre iba a ganar 5 copas más de la Liga Santiagueña dando la vuelta en el 1921, 1924, 1926, 1927 y 1928, cosechando así 6 copa de la LSF.
Durante esta década Mitre se enfrentó a Estudiantes de La Plata por la Copa de Plata Diario El Día. El partido y la Copa quedaron en manos de Mitre, que se impuso a los Platenses por 4-2. El encuentro contó con numeroso público que desbordó el estadio aurinegro con la presencia del Gobernador, ministros y el Regimiento de infantería de la época.

#### Año 1928
Desde el año 1928 , fueron 35 títulos los que alcanzó el Club Atlético Mitre en el historial en torneos oficiales desde la creación de la Liga Santiagueña de fútbol, fue el primer equipo que logró seis títulos consecutivos y por ese entonces aportó el equipo completo para la obtención del Campeonato Argentino de Fútbol de 1928 (Copa Presidente de la Nación Beccar Varela), primer gran logro deportivo de la provincia a nivel nacional, con jugadores de la talla del “Ita” Luna, “Nasha” Luna, “Joshela” Díaz, “Nello” Luna y “Pibe” Díaz (los peloduros del 28); ganando la final 3 a 1 al seleccionado paranaense en el estadio de River Plate el 12 de octubre de 1928.
Cabe destacar que Segundo “Ita” Luna participó de los Juegos Olímpicos de Ámsterdam de 1928 representando al país vistiendo la camiseta del seleccionado argentino de fútbol obteniendo la medalla de Plata siendo jugador del Club Mitre mientras se desarrollaban estos juegos.

### Década del 1930
En esta década no iba a suceder nada importante a nivel nacional ni internacional, solo ganó dos copas de la Liga Santiagueña de Fútbol en 1935 y en 1936.

### Década de 1950
Durante ese lapso de tiempo y hasta la década del 50 también disputó la Copa Gobernador Padilla, Copa Diario el Siglo, Copa Obreros e Ingenio San Pablo, Copa Senador Llanos, Copa New London, Copa Gigli, Copa 25 de Mayo, Copa Municipal, entre otras con equipos referentes del norte, litoral y centro del país.
En el año 1956 iba a ganar su novena copa (Copa Honor organizada por la Liga Santiagueña de Fútbol).

### Década de 1960
En esta década el Seleccionado de Argentina iba a visitar el estadio mítico del aurinegro el Estadio Doctores Castiglione.

#### Años desde 1962-1966
En 1962 iba a ganar la copa de honor la cual iba a ser su décima copa e iba a ser el primer equipo en ganar 10 copas de la liga de Santiago.
En 1966 iba a ganar dos copas (12) más de la liga santiagueña (apertura y clausura) pero no solo eso sino que en el mes de julio iba a recibir al poderoso Boca Juniors iba a ganarle por 3 a 2 en la copa 150 aniversario de la Independencia Nacional que se disputó en el Alfredo Terrera. Pero un mes después del partido de Boca Juniors, Mitre iba a recibir en su estadio al Campeón de América (Peñarol), Campeón de la Copa Libertadores de 1966. El 18 de agosto de 1966 se iba a disputar un partido histórico para Mitre y para todo Santiago del Estero, se iban a enfrentar Mitre y Peñarol, donde iban a quedar mano a mano por 1 a 1.

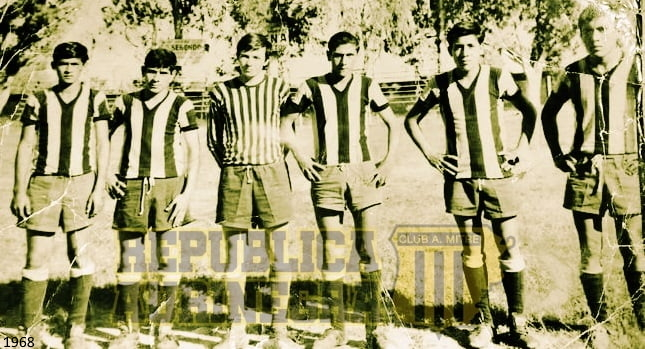
Mitre en 1968

#### Torneo Regional 1969
En 1969 iba a participar por primera vez el Torneo Regional, pero no iba a durar mucho, tras empatar de local por 2 a 2 ante Independiente de Jujuy y ya en la vuelta iba a caer por 2 a 1 (4-3).

### Década de 1970
Otro de los encuentros más recordados entre Mitre y Estudiantes de la Plata se produjo en la década del 70, en la que se puso en disputa la copa "Nuestra Señora de la Merced", que finalmente quedaría en manos del equipo que resultara vencedor  de un torneo cuadrangular disputado en Mitre, en la que participaron no solo el mencionado y el elenco platense, sino que también lo hicieron San Lorenzo de Almagro y el Combinado de la Banda.
El encuentro entre el Aurinegro y el Pincha finalizó empatado 0 a 0 y también empataron en los penales. El aurinegro accedió a disputar la final frente a San Lorenzo venciendo a Estudiantes por sorteo. La copa finalmente quedó en manos del Decano santiagueño.

#### Copa Argentina 1970
En 1970 Mitre iba a disputar por primera vez un torneo organizado por la AFA, la Copa Argentina de 1970 siendo esta la Segunda Edición de la copa (la anterior fue en 1969 donde no iba a clasificar).
Mitre participó en la vieja Copa Argentina, siendo la de 1970 la edición en la que registró su mejor actuación al alcanzar los octavos de final, instancia en la que fue eliminado por Chacarita Juniors.
Su rival en el debut fue Gimnasia y Esgrima de Jujuy. Siendo un triunfo por 1-0 de local y 2-1 de visitante decretaron el pase del club santiagueño
En segunda fase el rival fue Banfield, con el que igualó sin goles como visitante. El 2-1 en la vuelta  iba a decretar el pase de Mitre al cuadro principal, donde se iba a enfrentar ante Chacarita
En octavos enfrentó a Chacarita. El contundente triunfo del "Funebrero" por 4-0 en la ida (dos goles de Marcos y dos de Erezuma) sentenciaron las aspiraciones del conjunto santiagueño, pero para la vuelta iba a conseguir el triunfo 1 a 0 con gol de Cáceres, igualmente no le iba a alcanzar y quedó afuera en octavos de final, siendo el primer equipo de Santiago del Estero en llegar más lejos en la Copa Argentina

### Década de 1980

#### Años desde 1980-1982
La década la iba a empezar bien tras cosechar su décima tercera copa de la Liga Santiagueña de Fútbol, pero dos años después iba aquedar sin clásico rival tras la extinción del Club Atlético Santiago (hasta ese momento el club más añejo de Santiago).

#### Torneo del Interior 1986
En el año 1986 se iba a crear el TDI donde iba a participar Mitre e iba a conformar el grupo con todos los equipos santiagueños clasificados, los cuales eran Central Córdoba, Unión Santiago, Comercio Central Unidos, Clodomira, Estudiantes, Güemes, Villa Unión, Central Argentino y Sarmiento. Donde solo los dos primeros jugarían un partido único entre sí, para ver quien lograba el ascenso.
En la fase de grupo, se recuerda la goleada 7 a 0 ante Güemes, un empate 1 a 1 ante Central Córdoba y una derrota por 1 a 0. Al finalizar la fase de grupo Mitre terminó puntero y Central Córdoba siendo escolta, lo que significaba que debían enfrentarse en la final para decretar el ascenso a la B Nacional 1986/87. El partido se jugó en el Estadio Doctores José y Antonio Castiglione donde iba a caer por 3 a 2, con jugadores de Mitre, que no jugaron como venían jugando, y entonces Mitre perdió esa chance de jugar la primera temporada de la nueva B Nacional y desde entonces, se creó una fuerte rivalidad entre Mitre y Central Córdoba.

#### Torneo del Interior 1986/87
Para este año Mitre jugaría nuevamente el TDI, pero esta vez no iba a llegar tan lejos. En la fase de grupo, compartió grupo con San Martin de Tucumán, Atlético Tucumán, Concepción F.C., Atlético Ledesma, Jorge Newbery, Deportivo Tabacal, Juventud Antoniana, Altos Hornos Zapla y Talleres de Frías. Donde iba a quedar 9.º de 10 equipos con 11 puntos. De ese año se recuerda la goleada a Atlético Tucumán, tras haberle ganado 5 a 3.

#### Torneo del Interior 1989/90
En el 89' Mitre compartiría grupo con Villa Dolores (Catamarca) y Coinor (Frías) donde iba a liderar su zona y pasando a la siguiente fase. En la segunda fase le tocaría ante Sarmiento (Catamarca), Coinor (Frías) y San Luis (Belén) pero esta vez quedaría segundo con 7 puntos pasando nuevamente a la siguiente fase. Para la tercera fase volvería a quedar segundo en la tabla con 7 puntos, pasando a la fase final. En los cuartos de final se iba a enfrentar a Gimnasia de Jujuy en partido de ida y vuelta. La ida se jugó en el Barrio 8 de Abril ante una multitud, donde no se sacarían ventaja y el partido terminaría 1 a 1, dejando la sería abierta y la vuelta se jugaba en Jujuy, nuevamente ante una multitud de hinchas aurinegros, el partido terminaría 0 a 0 y esa vez no había ventaja deportiva, lo que significa que se fueron a penales donde el arquero de Mitre, Fabián Paz, iba a ser la figura tras atajar 3 penales seguidos y Mitre no desaprovecho y convirtió los 3 penales que le correspondía, pasando a la semifinal de aquel torneo con todos jugadores santiagueños. Ya en la semifinal le tocaba ante All Boys que venía de hacer lo suyo ante 9 de julio, la ida se jugaría en Floresta, donde Mitre iba a 2 a 0, y la serie se definía en Santiago del Estero, pero Mitre volvería a caer nuevamente, pero esta vez por 2 a 1, lo que el marcador global marcaba 4 a 1, y así fue como Mitre quedó en la puerta del ascenso nuevamente.

### Década de 1990

#### Argentino B 1997/98
En el año 1997 iba a disputar por primera vez el Torneo Argentino B, Mitre clasificaría a la segunda etapa donde en su grupo le tocaría ante Ñuñorco y Central Córdoba. Donde se iba a retirar del torneo con una campaña pobre tras cosechar 2 puntos de 12 puntos jugados, producto de 2 empates y 2 derrotas. En la fecha 1 se iba a enfrentar a su clásico rival en el populoso Barrio 8 de Abril, pero el partido iba a terminar empatado en 0. En la Fecha 2 iba a viajar a Montero para enfrentarse ante Ñuñorco, donde iba a caer por 2 a 0. En la fecha 3 quedó libre y en la fecha 4 se iba a enfrentar nuevamente ante Central, pero esta vez en el Barrio Oeste, donde iba a perder 1 a 0, cabe recalcar que el partido no se terminó, ya que fue suspendido a los 27' del segundo tiempo. Ya para la fecha 5 iba a recibir a Ñuñorco donde solo iba a conseguir un pobre empate 1 a 1 que lo dejó afuera del torneo, ya que en la fecha 6 quedaba libre

### Década de 2000

#### 100º Aniversario
En el año 2007 iba a ser un día muy especial para los hinchas de Mitre, para Santiago del Estero y para todo el Norte Argentino. El 2 de abril Mitre cumplía 100 años de su fundación, donde comúnmente se festeja a las afuera del estadio y después la caravana se va a la plaza Libertad, donde más de 25.000 hinchas se reunieron para festejar los 100 años que se iba a llamar "La marcha del siglo" donde ningún equipo de Santiago juntó esa cantidad de gente, ni los hinchas santiagueños de Boca, ni los hinchas santiagueños de River, era la primera vez que esa cantidad de gente iba a festejar algún logro de un club en Santiago del Estero.

#### Argentino C 2007
Para el año 2007 Mitre jugaría el Argentino C por primera vez en su historia, tratando de lograr el ascenso para disputar el Argentino B, en la primera fase compartió grupo con Talleres General Belgrano (Añatuya), Unión Santiago y Atlético Icaño (Añatuya). En la tabla iba a quedar 3.º, tras haber conseguido 8 puntos, quedando afuera por 1 punto.

#### Argentino C 2008
Primera Fase
Este año Mitre en la primera fase iba a compartir grupo con Concepción (Banda del Río Salí), Sarmiento (La Banda), Unión y Juventud (Bandera). Esta vez iba a quedar puntero de su zona con 13 puntos de 6 partidos jugados
| Posición | Equipo | Pts. | PJ | PG | PE | PP | GF | GC | Dif, |
| -------- | ------ | ---- | -- | -- | -- | -- | -- | -- | ---- |
| 1.º      | Mitre  | 13   | 6  | 4  | 1  | 1  | 12 | 4  | 8    |

Segunda Fase
En la primera eliminatoria iba a ser partidos de ida y vuelta de eliminación directa, donde a Mitre le correspondía jugar ante Independiente (La Rioja) La ida se jugaría en La Rioja de donde iba a venir con desventaja a Santiago, ya que perdió su partido por 2 a 0, pero en la vuelta se iba a dar un partido épico, porque Mitre ganó 4 a 2, lo que en el global sería 4 a 4, lo que significa que se iban a los penales, donde Mitre iba a salir vencedor tras ganar 3 a 2, pasando a la siguiente fase.
En la segunda eliminatoria se iba a enfrentar a San Fernando (Tucumán), donde la ida en Tucumán iba a terminar en empate 1 a 1, dejando la serie abierta en Santiago. En la vuelta Mitre lo iba a ganar 2 a 1 para sellar su pase a tercera eliminatoria.
En la tercera eliminatoria se enfrentó a Atlético Concepción, la ida se jugó en Santiago donde Mitre salió vencedor tras convertir 2 goles y recibir 1. Y la vuelta se jugaba en Tucumán, Una buena cantidad de hinchas de Mitre viajaron para poder presenciar el partido, pero el partido quedó suspendido porque Mitre decidió no presentarse tras fallos arbitrales, lo que sígfinico que Atlético Concepción pasaba a la siguiente instancia y de castigo para Mitre 1 año de desafiliación.

### Década del 2010

#### Argentino C 2011
Este año, tras tener un buen posicionamiento nuevamente en la primera fase, iba a clasificar a la primera fase de la fase final.
Donde se iba a enfrentar ante Villa Paulina (Frías), donde en la ida en su estadio, iba a ganar ante su gente por 2 a 0, y en la vuelta iba a perder 2 a 0 (2-2 en el global), lo que significaba que se definía desde el punto penal, iba a ser una serie muy emocionante ya que Mitre ganó por 12 a 11.
En la segunda fase de la fase final, se iba a enfrentar a su otro clásico, Güemes. Donde el primer partido se jugó en el estadio de Güemes, donde iba a ganar por la mínima, dejando la serie abierta en el 8 de abril. En la vuelta iba a volver a ganar pero esta vez por 2 a 1 dejando afuera a su clásico y pasando a la siguiente fase.
En la tercera fase se iba a enfrentar ante Unión Aconquija, en la ida, jugada en Catamarca, iba a perder 2 a 1 e iba a salir obligado a ganar en su casa, y así fue, Mitre salió a la cancha y le ganó 4 a 1, dejando el resultado global 5 a 3 y pasando a la siguiente fase.
En la cuarta fase iba a enfrentar ante San Jorge pero hasta aquí llegó la buena racha, ya que en la ida jugada en Tucumán iba a perder por 3 a 2 y en la vuelta empató 2 a 2. 

#### Copa Argentina 2011
En el 2011, después de 41 años la Copa Argentina se volvería a jugar tras la aprobación de la AFA, y obviamente Mitre, después de 41 años iba a volver a jugar la Copa Argentina, Esta vez iba a quedar afuera rápidamente ante Central Córdoba 2 a 1 Damián González iba a descontar para Mitre pero no le iba a alcanzar, quedando afuera en el primer partido.

#### Argentino B 2011/2012
En el año 2011/2012 volvería a jugar el Argentino B después de 6 años, pero de aquí en adelante, Mitre tomaría protagonismo en todos los campeonatos que jugaría. En la primera fase compartió grupo con General Paz Juniors, Sarmiento (LB), Estudiantes (IV), Sarmiento (L), Atenas (IV) y Complejo Deportivo. Los primeros tres, clasificaban a la segunda fase, Mitre terminó 2.º en la tabla con 35 puntos, pasando a la segunda fase donde enfrentó a San Jorge, Atlético Policial y Atlético Concepción, donde solo el puntero y el escolta pasaban a la fase final. Mitre terminó 2.º y clasificó a la fase final. En los cuartos de final por el segundo ascenso, Mitre se mediría ante 9 de julio (Morteros) en la ida jugada en Barrio el 8 de abril iba a sufrir mucho pero iba a empatar 1 a 1 para dejar la llave abierta en Córdoba. Pero en la vuelta iba a sufrir una dura derrota por 3 a 0 para quedar afuera del torneo.

#### Argentino B 2012/13
Para este año a Mitre le tocaría la Zona A  de la primera fase 13 equipos más en su grupo, entre ellos su clásico Güemes, Sarmiento y Sportivo Fernández, donde solo clasificaban los 5 mejores posicionados en la tabla. Mitre terminó segundo en su tabla con 49 puntos, por encima se encontraba Unión Aconquija (Las Estancias) con tan solo 50 puntos. En esta primera fase se recuerda el partido de visitante ante Güemes, donde Mitre goleó por 3 a 0 con presencia de su público. Ya en el partido de vuelta (jugado en la cancha de Mitre), el aurinegro y los gauchos empataban 1 a 1 pero, cuando un jugador de Güemes va a realizar el lateral, un proyectil pega en su cabeza y el partido se da por suspendido, dándole el partido ganado a Güemes por 1 a 0. Ya en la segunda fase iba a compartir grupo con Sarmiento de La Banda nuevamente, San Lorenzo de Alem y Altos Hornos Zapla. Para esta instancia el aurinegro clasificó primero salteándose la tercera fase y pasando a la semifinal, donde se enfrentaría a Sportivo Estudiantes en la ida jugada en San Luis, Mitre caería duramente por 3 a 0 y debía salir obligado a ganar en su cancha. Ya aquí en Santiago, el partido se suspendió sin haber comenzado, ya que los jugadores de Estudiantes fueron agredidos por los hinchas de Mitre y el partido debía jugarse en una cancha neutral. Al final el partido se jugó en Santa Fe donde Mitre volvería a caer 2 a 0 y quedando sin chances de avanzar a la final. Después jugaría un mini torneo por el cuarto ascenso, pero no pudo pasar a la tercera fase.
“No podemos salir de acá. Estamos rodeados por los hinchas de Mitre. La cancha está repleta y nos empezaron a pegar apenas llegamos. A Federico Vega le rompieron una ceja, le tienen que dar tres puntos y no dejan pasar a un médico, ni que venga una ambulancia. Nos están tirando bombas de estruendo por la ventana del vestuario. No damos más. Encima estamos todos golpeados, cobramos todos. Apenas bajamos del micro, nos iban haciendo pasar de a tres y nos daban con todo. Nos cagaron a trompadas”. Relato de un jugador de Estudiantes.

#### Federal A 2014
Para el año 2014 se crearía un nuevo torneo, el Federal A, donde el Consejo Federal invitaba a equipos convocantes y reconocidos del Norte, y uno de esos equipos fue Mitre, que venía de quedar afuera en el Argentino B hace un año. Para este año compartiría grupo en la primera fase con su rival, Central Córdoba, Unión Aconquija, San Martin de Tucumán, Juventud Antoniana, Altos Hornos Zapla, San Jorge y Gimnasia y Tiro de Salta. Donde clasificaría 3.º pasando a la segunda fase del torneo. En esta fase se recuerda el partido jugado ante Central Córdoba en el Doctores Castiglione, donde Mitre ganaría el clásico por 2 a 0, y ya en la vuelta jugada en el Oeste, Mitre caería por 2 a 1, pero hubo un error justo cuando Mitre estaba por empatar el partido, se corto la luz y no adicionaron lo que correspondía.

#### Federal A 2015
En el año 2015 iba a compartir grupo con Sol de América (al que goleó 5 a 2), Unión de Sunchales, Chaco For Ever, Gimnasia y Esgrima (CdU), Sportivo Patria, Sarmiento (R) (al que goleó 5 a 1), Libertad (S), Vélez de San Ramón y Textil Mandiyu. En la primera fase iba a terminar 3.º (debajo de Sol de América y Unión (S)) clasificando al Tetra decagonal, donde iba a quedar 5.º (y solo el puntero ascendía) y por su ubicación en la tabla iba a jugar la tercera fase donde se enfrentaría a San Lorenzo de Alem, en partido de ida y vuelta. En la ida (jugada en Catamarca) iba a caer por 1 a 0, y ya en la vuelta iba a terminar el primer tiempo ganando 2 a 0. En el segundo tiempo, cuando ya se estaba muriendo el partido, David Romero (que luego iba a jugar en Mitre) iba a convertir el gol que le iba a dar la clasificación a San Lorenzo e iba a dejar afuera al aurinegro.
En este torneo Adrián Toloza, iba a ser el máximo goleador del torneo, con 18 goles.

#### Federal A 2016/17 y el Ascenso a la B Nacional
Primera Fase
En septiembre del año 2016 en la primera fase iba a compartir grupo con Unión Aconquija, Juventud Unida Universitario, San Lorenzo de Alem y Sportivo Belgrano. Donde iba a quedar primero de su zona con 24 puntos, clasificando así a la segunda fase del torneo y a la primera fase preliminar de la Copa Argentina 2016/17.
Segunda Fase
La segunda fase se iba a jugar en dos zonas de 9 equipos divididos geográficamente donde los dos primeros pasaban al Pentagonal Final. En la tabla iba a quedar segundo solo por debajo de Gimnasia y Tiro de Salta y solamente acumuló 16 puntos.
Tercera Fase
La tercera fase consistió en un pentagonal, en el que se enfrentaron todos contra todos, a una rueda.
En la primera fecha se iba a enfrentar a Gimnasia (S), con una polémica por el árbitro designado para dirigir el cotejo, lo que produjo el cambio de árbitro, con Fantino metido de por medio hablando mal del presidente de Mitre, Guillermo Raed. Pero aun así, con el cambio de árbitro y toda la polémica, Mitre le iba a ganar a los salteños por 3 a 1, con un golazo de Facundo Juárez, que agarro la pelota en mitad de cancha y encaro, dejando atrás a 3 rivales.
En la segunda fecha iba a jugar ante Agropecuario, en Buenos Aires. Mitre arrancaría ganando el partido con gol de Facu Juárez, pero antes de terminar el segundo tiempo, Agropecuario lo empató y ya en el segundo tiempo Los Sojeros convertirían 2 goles más y así culminó el partido, derrota 3 a 1 para Mitre.
En la tercera fecha se iba a enfrentar a Gimnasia de Mendoza, ante una multitud, que iba a ser testigo, del mejor recibimiento de la historia del futbol santiagueño, pero Gimnasia no se iba a poner nervioso, porque le iba a ganar por 3 a 2, y dejando sin chances a Mitre de ascender por el pentagonal y tendría que jugar la reválida por el segundo ascenso.
En la fecha 4 iba a quedar libre y en la fecha 5 iba a empatar 0 a 0 ante Unión (S).
Reválida
La reválida iba a ser un formato de eliminación directa de partidos de ida y vuelta.
Cuartos de final
En la ida de cuartos de final se iba a enfrentar a Sarmiento (R) en Chaco. El partido terminaría empatado 1 a 1 y la serie se definía en Santiago. Ya en la vuelta en Santiago del Estero, Mitre lo ganó sufriendo por 1 a 0 y sellando su pase a las semifinales.
Semifinal
Ya en esta instancia se iba a enfrentar a Defensores de Belgrano (VR), la ida se iba a jugar en Buenos Aires, donde Mitre vendría con el triunfo para Santiago, tras convertirle dos goles a cero. En la vuelta, Mitre lo ganaría 1 a 0 y así decretó su pase a la final de la revalida. 
Final
En la tan ansiada final, se iba a enfrentar a Gimnasia de Mendoza, con el que ya se enfrentó en el pentagonal. La ida se iba a jugar en Santiago donde con gol de penal de David Romero (jugador que había dejado afuera a Mitre hace unos años) le dio el triunfo por 1 a 0 a Mitre para viajar a jugar la final en Mendoza confiados y con una leve ventaja.
Ya en Mendoza el partido iba a empezar picante, ya que a los 2' PT Pablo Palacios Alvarenga iba a convertir el primer gol para Gimnasia, e iba a provocar el delirio de la gente, pero apenas Mitre saco del medio, Joaquín Quinteros iba a desbordar por la banda izquierda para entrar al área y tirar el buscapié hacia el punto de penal, el centro se encontró con Corbalán (jugador de Gimnasia) que sin querer la empujo y la metió en su propio arco iba a poner el 1 a 1 a los 3'PT. El estadio pasó de la euforia a un silencio total. En el minuto 17' PT la pelota le iba a quedar a Toloza, que iba a descargar con Facu Juárez, que se la devolvió, y Adrián Toloza pego una media vuelta y saco un zapatazo para clavarla en el Ángulo y desatar la locura total en el banco de suplentes aurinegro. pero en el minuto 21' PT iba a llegar el empate de Gimnasia mediante un cabezazo, y en el minuto 35' PT Gimnasia iba a pasar a ganar el partido con un gol de tiro libre de mitad de cancha, y en el segundo tiempo no hubo emociones, lo que significaba que el ascenso se definía desde los penales. 
| #                      | Mitre   | Gol | Gimnasia | Gol |
| ---------------------- | ------- | --- | -------- | --- |
| 1                      | Toloza  | ⚽  | Arce     | ⚽  |
| 2                      | Ferrari | ⚽  | Garro    | ⚽  |
| 3                      | Piris   | ❎  | Riera    | ❎  |
| 4                      | Moisés  | ⚽  | Garay    | ⚽  |
| 5                      | Medina  | ⚽  | Corvalán | ❎  |
| Mitre (4)-(3) Gimnasia |         |     |          |     |

#### Copa Argentina 2016/17
Tras vencer a Unión Aconquija en la fase preliminar de la Copa Argentina, Mitre se ganaba un lugar en la fase de grupos y por el sorteo le iba tocar a enfrentar a Racing Club de Avellaneda.
El encuentro se llevó a cabo en el Estadio Florencio Sola el 18 de agosto del 2017, con la clara "desventaja" del aurinegro por el viaje, ya que los jugadores e hinchas (5000 hinchas aproximadamente) tuvieron que viajar más de 1000 km, equivalente a 12 horas, mientras que los de la academia viajaron solo 10 km. El partido comenzó y Ramiro Fergonzi (M) de Mitre se aprovecho de una falla en la defensa de Racing y convirtió el 1 a 0 para los aurinegros para irse al descanso con una ventaja mínima. Ya en el segundo tiempo Racing lo paso por encima a Mitre y al Arquero Alejandro Medina (M). En el minuto 12' ST la pelota iba a pegar en el brazo de Oscar Piris (M) y el árbitro y a sancionar penal, que lo iba a ejecutar el goleador de Racing, Lisandro López (R), el penal fue bien ejecutado pero la atajada del golero aurinegro iba a ser mejor y el partido iba a seguir 1 a 0 para Mitre. En el minuto 28 el arquero de Mitre se iba a convertir en figura tras atajarle dos tiros a quemarropa a Lisandro López, pero igualmente el delante de la academia iba a tener su revancha a los 32' ST tras hacerle un gol con "mucha suerte" para poner el 1 a 1 parcial. En el minuto 38' ST iba a llegar el segundo gol de Racing tras un cabezazo certero de Grimi para poner el 2 a 1 y dejar afuera a un Mitre que luchó pero no pudo pasar de ronda en la Copa Argentina.

#### Primera B Nacional 2017/18
En su primera participación en la categoría no iba a estar ya que se salvo del descenso y quedó a 3 puntos del reducido por un ascenso a Primera. Tuvo un debut perfecto ya que lo hizo en condición de local y con victoria por la mínima ante Estudiantes (San Luis). Después de un gran debut estuvo 4 fechas sin poder ganar pero en la fecha 6 volvió a encontrarse con el triunfo de local ante Almagro  por 1 a 0 con un golazo de Ramiro Fergonzi. En la fecha 10 se iba a enfrentar ante un Flandria que venia complicado con el promedio, no fue un partido fácil pero Mitre se quedó con la victoria sobre la hora con gol de Williams Peralta que ponia el 2 a 1 y en la fecha 12 volvería a ganar para cerrar el año bien, le iba a ganar a Brown de Adrogué por 1 a 0 con gol de Joaquín Quinteros. En la fecha 14 se iba a enfrentar ante Independiente Rivadavia al cual iba a vencer con facilidad por 3 a 1 y luego de este partido no iba a volver a ganar hasta la fecha 19 donde se iba a enfrentar de local ante Atlético Rafaela, que estaba peleando por el ascenso, el partido fue duro pero Mitre se quedó con el partido con el gol agónico de Joaquín Quinteros. A lo largo del campeonato Mitre no había ganado de visitante, pero en la fecha 20 iba a ser la excepción, ya que derroto a Boca Unidos por 2 a 1 con doblete de Joaquín Quinteros. Y en la fecha 24 se iba a salvar del descenso ya que trajo un punto valioso de Jujuy, tras empatar 0 a 0 con Gimnasia, y debía recibir a Los Andes por la última fecha al cual iba a vencer por 2 a 1 con goles de Leandro de Muner y Joaquín Quinteros y se iba a quedar en la categoría para jugar una temporada más.

## Tabla de partidos oficiales en torneos de AFA
| Torneo              | Pts. | PJ  | PG  | PE  | PP  | GF  | GC  | Dif. | Mejor posicionamiento          |
| ------------------- | ---- | --- | --- | --- | --- | --- | --- | ---- | ------------------------------ |
| Primera División    |      |     |     |     |     |     |     |      | -                              |
| Primera Nacional    | 286  | 216 | 71  | 72  | 73  | 207 | 219 | -12  | 6.º (Octavos del reducido)     |
| Torneo Regional     | -    | 2   | 0   | 1   | 1   | 3   | 4   | -1   | Segunda Etapa                  |
| Federal A           | 139  | 99  | 44  | 29  | 26  | 122 | 89  | +33  | Campeón de la revalida         |
| Torneo del Interior | 82   | 79  | 29  | 26  | 24  | 116 | 103 | +13  | Semifinal                      |
| Argentino B         | 216  | 166 | 65  | 43  | 58  | 227 | 210 | +17  | Semifinal                      |
| Argentino C         | 34   | 37  | 18  | 10  | 10  | 63  | 35  | +28  | Cuarta fase (Cuartos de final) |
| Copa Argentina      | -    | 22  | 9   | 6   | 7   | 23  | 24  | -1   | Octavos de final               |
| Total               | 742  | 615 | 232 | 185 | 199 | 752 | 679 | +73  | 1 Ascenso                      |

Última actualización: 01/11/2024

## Otras participaciones en copas nacionales
| Copas jugadas                    |
| -------------------------------- |
| Copa Gobernador Padilla          |
| Copa Diario el Siglo             |
| Copa Obreros e Ingenio San Pablo |
| Copa Senador Llanos              |
| Copa New London                  |
| Copa Gigli                       |
| Copa 25 de Mayo                  |
| Copa Municipal                   |
| Copa King Campeones del Noroeste |
| Copa Borghi                      |
| Copa Jorge Newbery               |

## Instalaciones

### Estadio
El estadio Doctores José y Antonio Castiglione se encuentra en la ciudad de Santiago del Estero entre las calles Av. Roca y 3 de febrero, y tiene una capacidad aproximada de 20.000 espectadores. Conocido como de los mejores campos de juego del Norte.

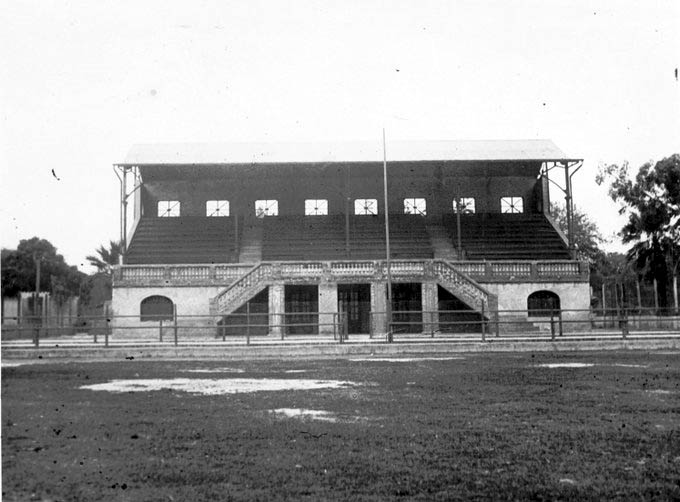
Platea de Mitre en los años 40'

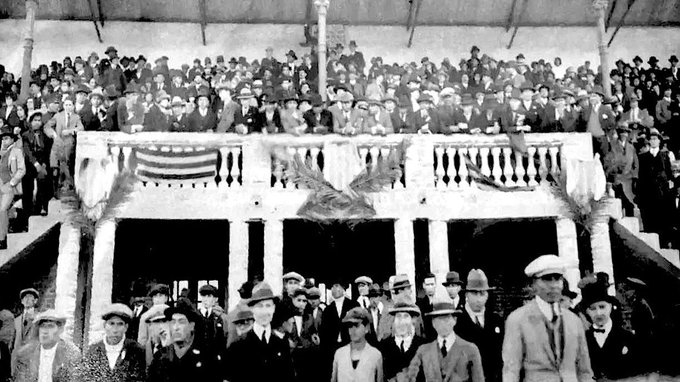
Platea de Mitre en el año 1928

Es el estadio de más historia del fútbol santiagueño. Grandes figuras futbolísticas pisaron el verde césped del mismo entre ellos Alberto Spencer (máximo goleador de la historia del club Peñarol de Montevideo campeón de América), Rocha, Abadie, Tavare González, Enzo Francescoli, Roma, Navarro, Marzolini, Ratin, Albrech, Bambino Veyra, Ermindo Onega, Pinino Mas, Ángel Labruna, Pedernera, Gallego, Mostaza Merlo, Simons, Alzua, Uriarte, Etchenique, Rofrano, Cándido García, Babington, Canavery, Suller, Goicochea, Seoane, Orsi, Rojas, Piannetti, Saporitti, Borelli, Taborda, Roque Alfaro, Héctor Enrique, Daniel Teglia, Alonso, Passarella, Ariel Ortega, Hugo Orlando Gati, René Houseman entre otros futbolistas que triunfaron en diferentes equipos del país. Fue declarado Monumento Histórico Provincial y Municipal por autoridades provinciales y municipales de la provincia.
Fue inaugurado el 10 de junio del 1919 (actualmente es el único que cuenta con drenaje propio en la provincia) frente al club Peñarol de Montevideo (Uruguay) marcando un momento histórico en toda la provincia ya que por primera vez, un equipo santiagueño disputaba un encuentro de proyección internacional de tanta trascendencia y de la que se hicieron eco medios provinciales, nacionales e internacionales. Otro hecho de similares características se produjo en la década del 60 cuando recibió la visita de la selección argentina de fútbol en el mítico estadio aurinegro.
Actualmente el estadio cuenta con una capacidad para 21.500 personas con la nueva inauguración de su tribuna, y es el segundo estadio de mayor capacidad en la provincia después del Estadio Único Madre de Ciudades. El estadio “Monumental” de Av. Roca y 3 de febrero (fue bautizado con ese nombre en la década de los 80) también fue escenario de todos los acontecimientos de envergadura en la provincia, convirtiéndose en el estadio que prácticamente cobijó toda la historia del siglo pasado.
Durante 8 décadas disputó el denominado Superclásico de la provincia o también llamado Clásico de Clásicos (hasta la década de los 50) con su eterno rival, el extinto Club Santiago (fusionado desde 1982 con el Club Unión), desde entonces y en ausencia de su máximo oponente histórico, surgió con mayor fuerza y notoriedad el clásico con el Club Central Córdoba (equipo que disputaba hasta ese momento el denominado “Clásico Chico” del barrio oeste frente al Club Güemes) que había hecho méritos suficientes para ser su nuevo rival.
En el estadio también cuenta con una cancha de básquet que fue recientemente remodelada, los aros son modernos y reglamentarios de acrílico.
| Tribuna                              | Calle                                   | Capacidad | Construcción en | Inauguración     |
| ------------------------------------ | --------------------------------------- | --------- | --------------- | ---------------- |
| Walter Jiménez                       | 3 de febrero                            | 1000      | 1961            | 1962             |
| Platea                               | 3 de febrero y Avenida Roca Sur         | 1000      | 1919            | 1920             |
| Platea VIP                           | 3 de febrero y Avenida Roca Sur         | 400       | 1919            | 1920             |
| Popular Chueco Corvalan              | Francisca Jacques                       | 7.500     | 2009            | 2014             |
| Popular Héctor "Bebé" Aliende        | Obispo de Victoria                      | 9000      | 1980            | 1984             |
| Tribuna reciente                     | Pedro Pablo Olaechea                    | 2000      | 2020            | en construcción. |
| Visitante                            | 3 de febrero, entre Av. Roca y Olaechea | 600       | 1919            | 1920             |
| Capacidad total: 21.500 espectadores |                                         |           |                 |                  |

Se midió una cantidad aproximada de capacidad por personas paradas.

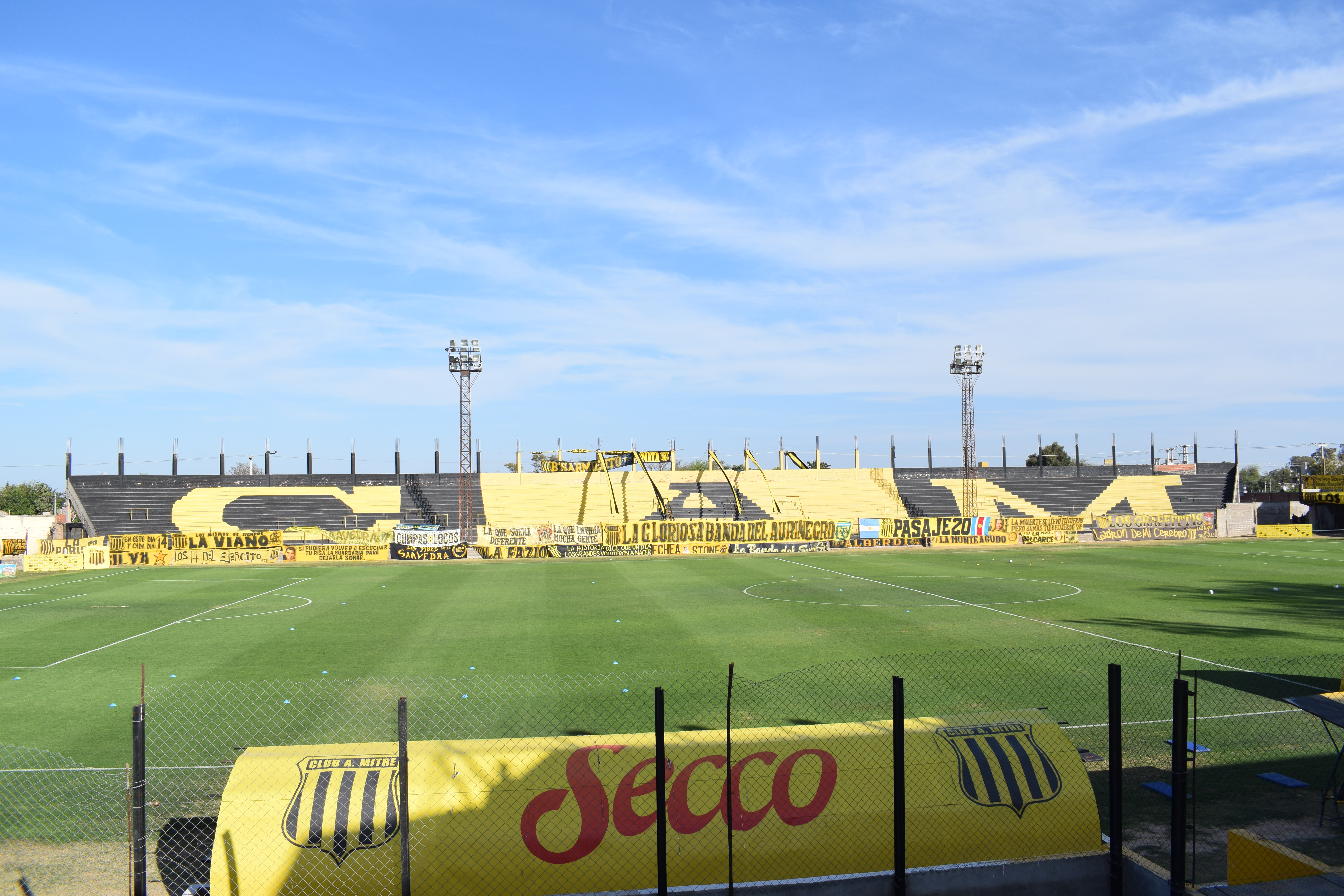
Tribuna Popular, Héctor "Bebé" Aliende

Nota: lo máximo de gente que se registró en el estadio fue de 22.000 personas cuando se jugó la final de la reválida del Torneo Federal A 2016/17.

### Predio
Mitre es el único equipo de Santiago del Estero que cuenta con un predio propio, el predio cuenta con una cancha con césped natural, gimnasio y vestuarios para 30 personas aproximadamente.

### Sede Social
El aurinegro cuenta con una sede social que se ubica en esquina de calle Mendoza y 24 de septiembre.

## Directores Técnicos destacados
1986: Julio San Lorenzo
2009: Fernando Donaires
2015: Antonio Apud
2016/18: Arnaldo Sialle
2018/19 - 2022/23: Alfredo Grelak
2024/25: Mario Sciacqua

## Hinchada
|  |  |  |  |
|  |  |  |  |

### Agrupaciones
Se define como hinchada a un conjunto de simpatizantes —denominados «hinchas»— de un determinado club deportivo. Un Dato curioso de sus simpatizantes, es que se llaman entre ellos como "Khunpa" (cumpa o cumpas en plural), que viene del quechua la palabra amigo/compañero.
Al igual que el resto de los clubes de fútbol argentinos, Mitre es unos de los pocos equipos que no tiene jefe de la barrabrava, a la hora de alentar todos son 1. La barrabrava de Mitre es "La Gloriosa Banda del Aurinegro". También se encuentra la agrupación "La Banda del Sur" que es la encargada de llevar los instrumentos al estadio y una de la agrupación más conocida en Santiago es "La Banda de Tapón" o "LBDT". Algunas agrupaciones conocidas del Club, como La Gloriosa Banda Del Aurinegro, La Banda del Sur, La Banda de Tapon, Los Melli, Barrio Sarmiento, Los Graffittis, La Nueva Era, Los Luna Siempre, Barrio Smata, Los Kukas, La Juncal, Pasaje 20, La Viano, Barrio Juramento, Los del Caceres, La gobernador, Olaechea Stone, La Saavedra, Los del Norte, La Monteagudo, Los Carol, La Banda de Gas, Ejército Sapo Concho, Los Molys, La Balcarce, Los Cumpas del Sur, Los Pibes de la Fazio, Agrupación de Frias, Cumpas Locos, La Gancedo 8, Los Pibes de la Mateo, La 28, Los 14 del Ejército, Familia Aurinegra, Los Locos del 346 y 222, Las tribuneras, Agrupación Nahuel y Los primos.

## Uniforme
| Período   | Proveedor |
| --------- | --------- |
| 1980–1990 | Urribari  |
| 1991–1992 | Adidas    |
| 1993–1994 | Nanque    |
| 1994–1996 | Team Foot |
| 1996–1998 | Puma      |
| 1998–1999 | Taiyo     |
| 1999–2001 | Lotto     |
| 2001–2002 | Kafers    |
| 2002–2004 | Team Foot |
| 2004–2006 | Mitre     |
| 2006–     | Adhoc     |

| Período   | Patrocinador                                                           |
| --------- | ---------------------------------------------------------------------- |
| 1986–1991 | Botonera Universo                                                      |
| 1991–1994 | Cerveza Norte                                                          |
| 1994–1995 | Marathon                                                               |
| 1995–1996 | Credimas                                                               |
| 1996–1998 | Lucca Paglione                                                         |
| 1998–1999 | Fecunda AFJP                                                           |
| 1999–2001 | Mc Center                                                              |
| 2001–2002 | Barrio Sport                                                           |
| 2002–2006 | Mc Center                                                              |
| 2006–2008 | Gobierno de Santiago del Estero/Electro Dan/Municipalidad de Fernández |
| 2008–2011 | Gobierno de Santiago del Estero/Municipalidad de Fernández             |
| 2011–2014 | Gobierno de Santiago del Estero/Secco                                  |
| 2015–2021 | Tarjeta Sol/Gobierno de Santiago del Estero/Secco                      |
| 2022      | Banco Santiago del Estero/Gobierno de Santiago del Estero/Secco        |
| 2023–2024 | Banco Santiago del Estero/Gobierno de Santiago del Estero              |
| 2025–     | Banco Santiago del Estero/Gobierno de Santiago del Estero/Secco        |

## Rivalidades
Artículo principal: Liga Santiagueña de Fútbol

### Atlético Santiago (extinto)
Su primera gran rivalidad clásica la tuvo con el Club Atlético Santiago, con quienes animaron el Clásico Histórico de Santiago del Estero, debido a la condición de ambos clubes de decanos del fútbol santiagueño. Sin embargo, la fusión de Atlético Santiago con el Club Unión y la consecuente creación del Club Atlético Unión Santiago, hizo que este derbi se perdiera en la historia y no tuviera continuidad a partir de la creación del nuevo club.

### Central Córdoba
A pesar de ello, la creciente popularidad y posterior irrupción del Club Atlético Central Córdoba en la primera plana del fútbol argentino, provocó el nacimiento del nuevo Clásico del Fútbol Santiagueño, por el cual Aurinegros y Ferroviarios mantienen una fuerte rivalidad.

### Güemes
El Club Atlético Güemes es considerado como otro clásico de Mitre ya que es uno de los equipos más populares y más grandes de Santiago.

## Datos del club
Total de temporadas en AFA: 31
- Temporadas en Primera División: 0

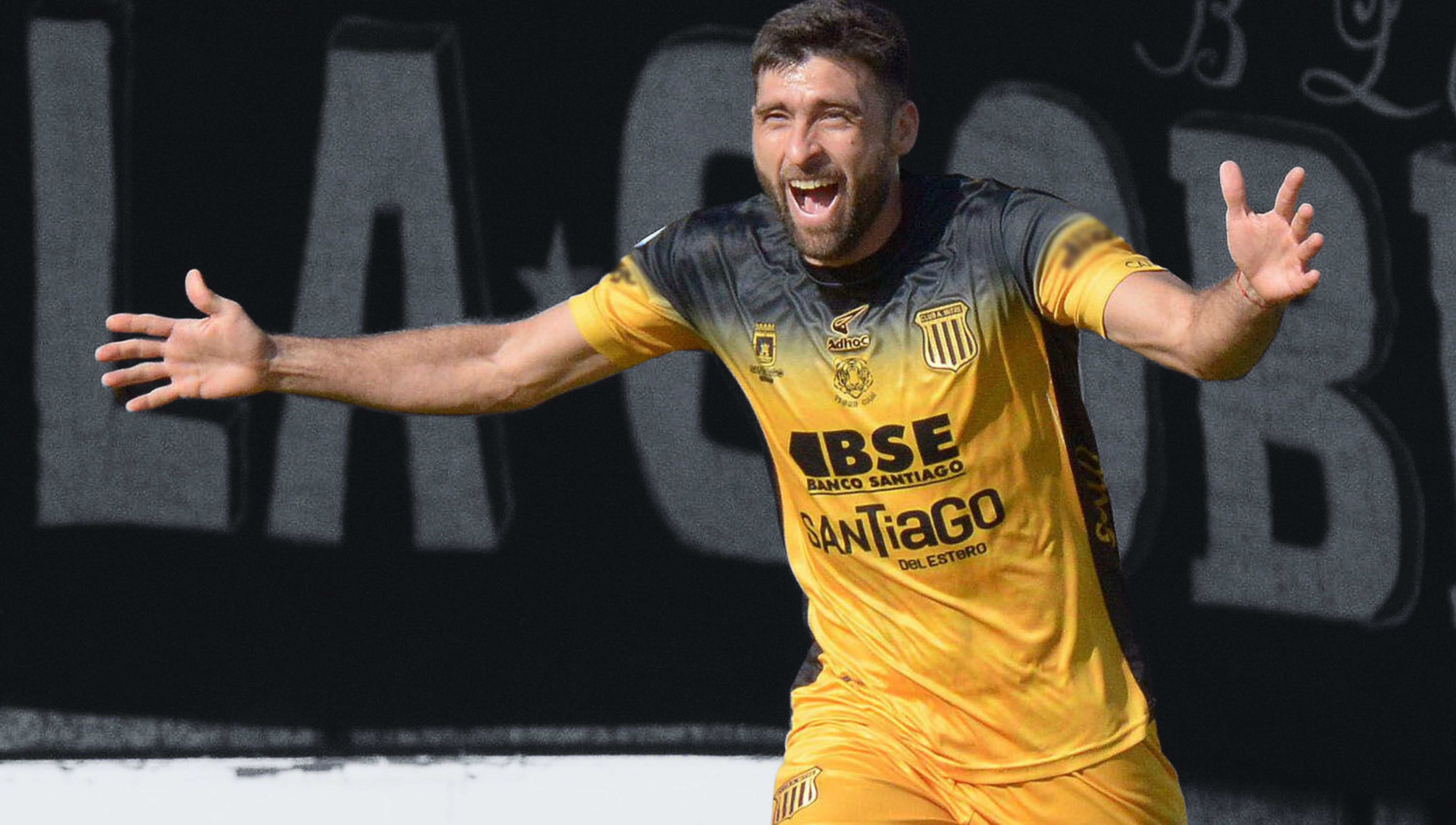
David Romero, máximo goleador del club en Torneos oficiales de AFA

- Temporadas en Segunda División: 10
  - Torneo Regional: 1 (1969)
  - Primera Nacional: 9 (2017-18, 2018-19, 2019-20, 2020, 2021, 2022, 2023, 2024, 2025)
- Temporadas en Tercera División: 9
  - Torneo del Interior: 5 (1986, 1986-87, 1989-90, 1990-91, 1994-95)
  - Federal A: 4 (2014, 2015, 2016, 2016-17)
- Temporadas en Cuarta División: 8
  - Torneo Argentino B: 8 (1997-98, 1998-99, 2002-03, 2004-05, 2005-06, 2011-12, 2012-13, 2013-14)
- Temporadas en Quinta División: 4
  - Torneo Argentino C: 4 (2007, 2008, 2010, 2011)
- Participaciones en Copas Nacionales: 11
  - Copa Jorge Newberry: 1 (1962)
  - Copa King: 1 (1965)
  - Copa Argentina: 9 (1970, 2011-12, 2012-13, 2013-14, 2014-15, 2016-17, 2017-18, 2018-19, 2024)
- Mayor goleada conseguida:
  - En el Torneo Argentino B: Mitre 7:0 Sportivo Fernández (en 2013).
- Mayor goleada recibida:
  - En el Torneo del Interior: Unión San Vicente (Córdoba) 7:1 Mitre (en 1991).
- Mejor puesto en la Prmera Nacional: 6.° (en 2023).
- Peor puesto en la Primera Nacional: 16.° en la «Zona A» (en 2020).
- Máximo Goleador: David "La Bestia" Romero (37).

## Jugadores

### Plantel 2025
- Actualizado al 19 de junio de 2025

- Los equipos argentinos están limitados a tener un cupo máximo de seis jugadores extranjeros, aunque solo cinco podrán firmar la planilla del partido

#### Altas
| Invierno               |                |                             |          |
| Oscar Piris            | Defensa        | Monagas                     | Libre    |
| David Gallardo         | Centrocampista | Sarmiento de Junín          | Préstamo |
| Máximo Osés            | Delantero      | Belgrano de Córdoba         | Préstamo |
| Rodrigo Salinas        | Delantero      | Chacarita Juniors           | Libre    |
| Verano                 |                |                             |          |
| Gastón Unrein          | Guardameta     | Atlético Rafaela            | Libre    |
| Matías Godoy           | Defensa        | Juventud Unida de San Luis  | Traspaso |
| Julián Gómez           | Defensa        | Juventud Unida de San Luis  | Traspaso |
| Gianfranco Lillo Herdt | Defensa        | San Telmo                   | Libre    |
| Francisco Manenti      | Defensa        | San Miguel                  | Libre    |
| Mariano Penepil        | Defensa        | Ferro                       | Libre    |
| Gonzalo Valdivia       | Defensa        | Platense                    | Préstamo |
| Ezequiel González      | Centrocampista | Patronato de Paraná         | Libre    |
| Rodrigo González       | Centrocampista | San Telmo                   | Libre    |
| Santiago Luján         | Centrocampista | Huracán                     | Préstamo |
| Marcos Machado         | Centrocampista | Defensores de Belgrano (VR) | Libre    |
| Octavio Moscarelli     | Centrocampista | Argentino de Merlo          | Libre    |
| Vicente Barberini      | Delantero      | Santamarina de Tandil       | Libre    |
| Axel Batista           | Delantero      | Quilmes                     | Préstamo |
| Juan Bonet             | Delantero      | Sportivo Las Parejas        | Libre    |
| Javier Martínez        | Delantero      | Argentino de Quilmes        | Libre    |
| Lucas Ríos             | Delantero      | Atlanta                     | Préstamo |

#### Bajas
| Invierno            |                |                           |                       |
| Axel Batista        | Delantero      | Quilmes                   | Fin del préstamo      |
| Verano              |                |                           |                       |
| Bautista Etcheverry | Guardameta     | Gimnasia y Esgrima (CdU)  | Fin de contrato       |
| Nicolás Agorreca    | Defensa        | Deportivo Maipú           | Fin del préstamo      |
| Renzo De Mario      | Defensa        | Cañuelas                  | Fin de contrato       |
| Oscar Piris         | Defensa        | Monagas                   | Fin de contrato       |
| Alejo Antilef       | Centrocampista | Anzoátegui FC             | Fin de contrato       |
| Tomás Castro        | Centrocampista | Belgrano de Córdoba       | Fin del préstamo      |
| Matías Ferrari      | Centrocampista | Chaco For Ever            | Rescisión de contrato |
| Juan Pablo Gobetto  | Centrocampista | Alvarado de Mar del Plata | Fin de contrato       |
| Gaspar Triverio     | Centrocampista | Sarmiento de La Banda     | Fin de contrato       |
| Kevin Isa Luna      | Delantero      | Atlético Tucumán          | Fin del préstamo      |
| Franco Posse        | Delantero      | Sud América               | Fin del préstamo      |
| José Luis Torres    | Delantero      | La Luz FC                 | Fin de contrato       |
| Maximiliano Viera   | Delantero      | Progreso                  | Fin de contrato       |

#### Cesiones
| Jugador        | Posición  | Destino               | Fin del préstamo |
| -------------- | --------- | --------------------- | ---------------- |
| Tiago Ferreyra | Defensa   | San Luis de Quillota  | 31-12-2025       |
| Nicolás Goitea | Defensa   | Huracán               | 31-12-2025       |
| Favio Cabral   | Delantero | Central Córdoba (SdE) | 31-12-2025       |

## Palmarés

### Títulos Provinciales (35)
| Competición Provincial            | Títulos | Subcampeonatos |
| --------------------------------- | --- | -------------- |
| Liga Santiagueña de Fútbol (35/0) | 1913, 1916, 1917, 1921, Anual 1926, Torneo de Honor 1926, Anual 1927, Torneo de Honor 1927, Anual 1928, Torneo de Honor 1928, Anual 1932, Torneo de Honor 1932, Anual de 1936, 1956, 1962, Anual 1966, Torneo de Honor 1966, 1968, 1980, 1986, Primera División 1989, Primera División 1990, Primera División 1994, Liguilla Representación 1997, Clausura 1998, Liguilla Representación 1998, Apertura 1999, Anual 2002, Liguilla Representación 2007, Clausura 2009, Anual 2009, Clausura 2014, Apertura 2015, Clausura 2015. |                |

### Torneos Nacionales

#### Otros Logros
- Campeón Revalida Torneo Federal A 2016-17

## Participación en Copas Nacionales
| Participación en Copas Nacionales       | Participación en Copas Nacionales             | Participación en Copas Nacionales | Participación en Copas Nacionales | Participación en Copas Nacionales | Participación en Copas Nacionales | Participación en Copas Nacionales | Participación en Copas Nacionales | Participación en Copas Nacionales | Participación en Copas Nacionales |
| Edición                                 | Ronda                                         | PJ                                | PG                                | PE                                | PP                                | GF                                | GC                                | Eliminación                       | Fecha                             |
| --------------------------------------- | --------------------------------------------- | --------------------------------- | --------------------------------- | --------------------------------- | --------------------------------- | --------------------------------- | --------------------------------- | --------------------------------- | --------------------------------- |
| Copa Jorge Newbery 1962                 | Se desconocen datos                           | Se desconocen datos               | Se desconocen datos               | Se desconocen datos               | Se desconocen datos               | Se desconocen datos               | Se desconocen datos               | Se desconocen datos               | Se desconocen datos               |
| Copa King (campeones del Noroeste) 1965 | Se desconocen datos                           | Se desconocen datos               | Se desconocen datos               | Se desconocen datos               | Se desconocen datos               | Se desconocen datos               | Se desconocen datos               | Se desconocen datos               | Se desconocen datos               |
| Copa Argentina 1970                     | Octavos de final                              | 6                                 | 2                                 | 1                                 | 1                                 | 5                                 | 5                                 | Eliminado ante Chacharita Juniors | 15 de marzo                       |
| Copa Argentina 2011/12                  | Segunda eliminatoria de Fase inicial Interior | 1                                 | 0                                 | 0                                 | 1                                 | 1                                 | 2                                 | Eliminado ante Central Córdoba    | 8 de septiembre                   |
| Copa Argentina 2012/13                  | Tercera eliminatoria de Fase inicial          | 2                                 | 1                                 | 0                                 | 1                                 | 4                                 | 1                                 | Eliminado ante Sarmiento (LB)     | 7 de noviembre                    |
| Copa Argentina 2013/14                  | Fase inicial Regional II                      | 4                                 | 3                                 | 0                                 | 1                                 | 4                                 | 6                                 | Eliminado ante Unión (S)          | 5 de febrero                      |
| Copa Argentina 2014/15                  | Segunda etapa de Fase preliminar Regional     | 2                                 | 1                                 | 0                                 | 1                                 | 3                                 | 2                                 | Eliminado ante San Martin (T)     | 6 de noviembre                    |
| Copa Argentina 2016/17                  | Treintaidosavos de final                      | 3                                 | 1                                 | 1                                 | 1                                 | 5                                 | 4                                 | Eliminado ante Racing Club        | 18 de agosto                      |
| Copa Argentina 2017/18                  | Treintaidosavos de final                      | 1                                 | 0                                 | 0                                 | 1                                 | 0                                 | 1                                 | Eliminado ante Defensa y Justicia | 18 de mayo                        |
| Copa Argentina 2018/19                  | Dieciseisavos de final                        | 2                                 | 1                                 | 0                                 | 1                                 | 1                                 | 2                                 | Eliminado ante Estudiantes (LP)   | 20 de julio                       |
| Copa Argentina 2024                     | Octavos de final                              | 3                                 | 2                                 | 1                                 | 0                                 | 3                                 | 1                                 | Eliminado ante Temperley          | 31 de julio                       |